# ابني امحمد (زمران)
ابني امحمد هي إحدى مشيخات المملكة المغربية، تتبع جغرافيا لإقليم قلعة السراغنة وإداريًا لزمران. يقدر عدد سكانها بـ 9457 نسمة حسب الإحصاء الرسمي للسكان والسكنى لسنة 2004.